# Ivo Rodrigues
Ivo Tiago Santos Rodrigues (Paranhos, 30 maart 1995) – kortweg Ivo Rodrigues – is een Portugees voetballer die bij voorkeur als linksbuiten speelt. Hij staat sinds januari 2021 onder contract bij FC Famalicão.

## Clubcarrière

### FC Porto
Rodrigues is afkomstig uit de jeugdopleiding van FC Porto en Padroense FC. Op 12 augustus 2013 debuteerde hij in de Segunda Liga tegen SC Beira-Mar voor het B-elftal van de club. Op 28 september 2013 maakte hij zijn eerste doelpunt op professioneel niveau tegen Santa Clara. In zijn eerste seizoen in de Segunda Liga maakte hij twee doelpunten in 33 competitieduels. In november 2014 werd zijn contract verlengd tot medio 2019. In zijn nieuwe verbintenis was een transferclausule van 55 miljoen euro opgenomen.
Op 13 januari 2015 maakte Rodrigues zijn officiële debuut in het eerste elftal van Porto: in de bekerwedstrijd tegen CF União kreeg hij van trainer Julen Lopetegui een basisplaats. Bij de rust werd hij vervangen door Ricardo Quaresma. Een maand later leende de club hem voor de rest van het seizoen uit aan Vitória Guimarães, waarmee hij in de hoogste Portugese competitie uitkwam. In de drie seizoenen daarop leende de club hem uit aan FC Arouca, FC Paços de Ferreira en Antwerp FC. De uitleenbeurt aan Antwerp kwam er in het kader van het samenwerkingsverband dat Porto en Antwerp in 2017 afsloten.

### Antwerp FC
Bij Antwerp werd Rodrigues vrij snel een vaste waarde. In februari 2018 werd een van zijn doelpunten zelfs verkozen tot Goal van het Jaar op de Belgische Gouden Schoen 2017. In december 2017 informeerden Club Brugge en KAA Gent naar de mogelijkheid om Rodrigues over te nemen, maar op het einde van het seizoen maakte de Portugees de definitieve overstap naar Antwerp.
Het seizoen 2018/19 verliep wat teleurstellend, maar in het seizoen 2019/20 maakte Rodrigues een goede start door in de heenwedstrijd van de derde kwalificatieronde van de Europa League tegen Viktoria Plzen het enige doelpunt van de wedstrijd te scoren. Nadien verzeilde hij weer wat naar de achtergrond, om uiteindelijk toch weer boven water te komen. Een conflict met Ivan Leko, die in mei 2020 werd aangesteld als trainer van Antwerp, luidde echter het einde van Rodrigues' periode bij Antwerp in: de Portugees werd uit de A-kern gezet en kwam, op een minuut in de bekerfinale na, nooit aan spelen toe onder Leko.

### FC Famalicão
In januari 2021 ondertekende Rodrigues een contract van drieënhalf jaar bij de Portugese eersteklasser FC Famalicão.

## Interlandcarrière
Ivo Rodrigues kwam reeds uit voor verschillende Portugese nationale jeugdselecties. Hij maakte onder meer zeven doelpunten in vijftien duels voor Portugal –19. In 2014 debuteerde hij in het Portugees elftal onder 20.

## Erelijst
| Beker van België | 1× | 2019/20 |